# Nether Wasdale
Nether Wasdale – wieś w Anglii, w Kumbrii. Leży 58,9 km od miasta Carlisle i 391 km od Londynu. W 1961 roku civil parish liczyła 171 mieszkańców.